# Royal Rumble 2008
Royal Rumble (2008) was een professioneel worstel-pay-per-view (PPV) evenement dat georganiseerd werd door WWE voor hun Raw, SmackDown en ECW brands. Het was de 21ste editie van Royal Rumble en vond plaats op 27 januari 2008 in Madison Square Garden (MSG) in New York. Dit was de eerste WWE pay-per-view in HD kwaliteit.

## Matches
| Nr. | Match                                                                                  | Winnaar(s)                      | Opmerkingen | Bron  |
| --- | -------------------------------------------------------------------------------------- | ------------------------------- | --- | ----- |
| 1D  | Jimmy Wang Yang & Shannon Moore vs. Deuce 'n Domino                                    | Jimmy Wang Yang & Shannon Moore | Tag Team match. | [ 1 ] |
| 2   | Ric Flair vs. MVP                                                                      | Ric Flair                       | Career Threatening match. Flair won door submission. Als Flair had verloren, werd hij geforceerd om te stoppen met zijn carrière. | [ 1 ] |
| 3   | John "Bradshaw" Layfield vs. Chris Jericho                                             | John "Bradshaw" Layfield        | Eén-op-één match. Layfield won door submisison.                                                                                   | [ 1 ] |
| 4   | Edge (c) (met Vickie Guerrero) vs. Rey Mysterio                                        | Edge                            | Eén-op-één match voor het World Heavyweight Championship.                                                                         | [ 1 ] |
| 5   | Randy Orton (c) vs. Jeff Hardy                                                         | Randy Orton                     | Eén-op-één match voor het WWE Championship.                                                                                       | [ 1 ] |
| 6   | 30-man Royal Rumble match voor een wereldkampioenschapswedstrijd op WrestleMania XXIV. | John Cena                       | Cena won door Triple H als laatst te elimineren.                                                                                  | [ 1 ] |

### Royal Rumble match
| Nr. | Entree           | Orde      | Brand | Geëlimineerd door               | Eliminaties | Tijd | Bron  |
| --- | ---------------- | --------- | ----- | ------------------------------- | ----------- | ---- | ----- |
| 1   | The Undertaker   | SmackDown | 11    | Shawn Michaels                  | 32:33       | 3    | [ 2 ] |
| 2   | Shawn Michaels   | Raw       | 12    | Mr. Kennedy                     | 32:39       | 2    | [ 2 ] |
| 3   | Santino Marella  | Raw       | 1     | The Undertaker                  | 00:25       | 0    | [ 2 ] |
| 4   | The Great Khali  | SmackDown | 2     | The Undertaker                  | 01:09       | 0    | [ 2 ] |
| 5   | Hardcore Holly   | Raw       | 6     | Umaga                           | 13:46       | 0    | [ 2 ] |
| 6   | John Morrison    | ECW       | 14    | Kane                            | 29:23       | 0    | [ 2 ] |
| 7   | Tommy Dreamer    | ECW       | 3     | Batista                         | 02:09       | 0    | [ 2 ] |
| 8   | Batista          | SmackDown | 28    | Triple H                        | 37:46       | 4    | [ 2 ] |
| 9   | Hornswoggle      | SmackDown | 16    | Nooit in de match teruggekeerd. | 26:17       | 1    | [ 2 ] |
| 10  | Chuck Palumbo    | SmackDown | 5     | CM Punk                         | 04:00       | 1    | [ 2 ] |
| 11  | Jamie Noble      | SmackDown | 4     | Chuck Palumbo                   | 00:28       | 0    | [ 2 ] |
| 12  | CM Punk          | ECW       | 17    | Chavo Guerrero                  | 23:50       | 1    | [ 2 ] |
| 13  | Cody Rhodes      | Raw       | 18    | Triple H                        | 23:14       | 0    | [ 2 ] |
| 14  | Umaga            | Raw       | 26    | Batista                         | 26:05       | 1    | [ 2 ] |
| 15  | Snitsky          | Raw       | 10    | The Undertaker                  | 12:26       | 0    | [ 2 ] |
| 16  | The Miz          | ECW       | 13    | Hornswoggle                     | 13:07       | 0    | [ 2 ] |
| 17  | Shelton Benjamin | ECW       | 7     | Shawn Michaels                  | 00:18       | 0    | [ 2 ] |
| 18  | Jimmy Snuka      | HOF       | 9     | Kane                            | 02:43       | 0    | [ 2 ] |
| 19  | Roddy Piper      | HOF       | 8     | Kane                            | 01:00       | 0    | [ 2 ] |
| 20  | Kane             | SmackDown | 27    | Batista & Triple H              | 17:58       | 3    | [ 2 ] |
| 21  | Carlito          | Raw       | 22    | John Cena                       | 15:07       | 0    | [ 2 ] |
| 22  | Mick Foley       | Raw       | 20    | Triple H                        | 11:29       | 0    | [ 2 ] |
| 23  | Mr. Kennedy      | Raw       | 25    | Batista                         | 13:32       | 1    | [ 2 ] |
| 24  | Big Daddy V      | ECW       | 19    | Triple H                        | 07:49       | 0    | [ 2 ] |
| 25  | Mark Henry       | SmackDown | 24    | John Cena                       | 09:12       | 0    | [ 2 ] |
| 26  | Chavo Guerrero   | ECW       | 23    | John Cena                       | 07:33       | 1    | [ 2 ] |
| 27^ | Finlay           | SmackDown | 15    | Disqualified                    | 00:00       | 0    | [ 2 ] |
| 28  | Elijah Burke     | ECW       | 21    | Triple H                        | 02:11       | 0    | [ 2 ] |
| 29  | Triple H         | Raw       | 29    | John Cena                       | 11:22       | 6    | [ 2 ] |
| 30  | John Cena        | Raw       | —     | Winner                          | 08:28       | 4    | [ 2 ] |